# Latarnia morska Thridrangaviti

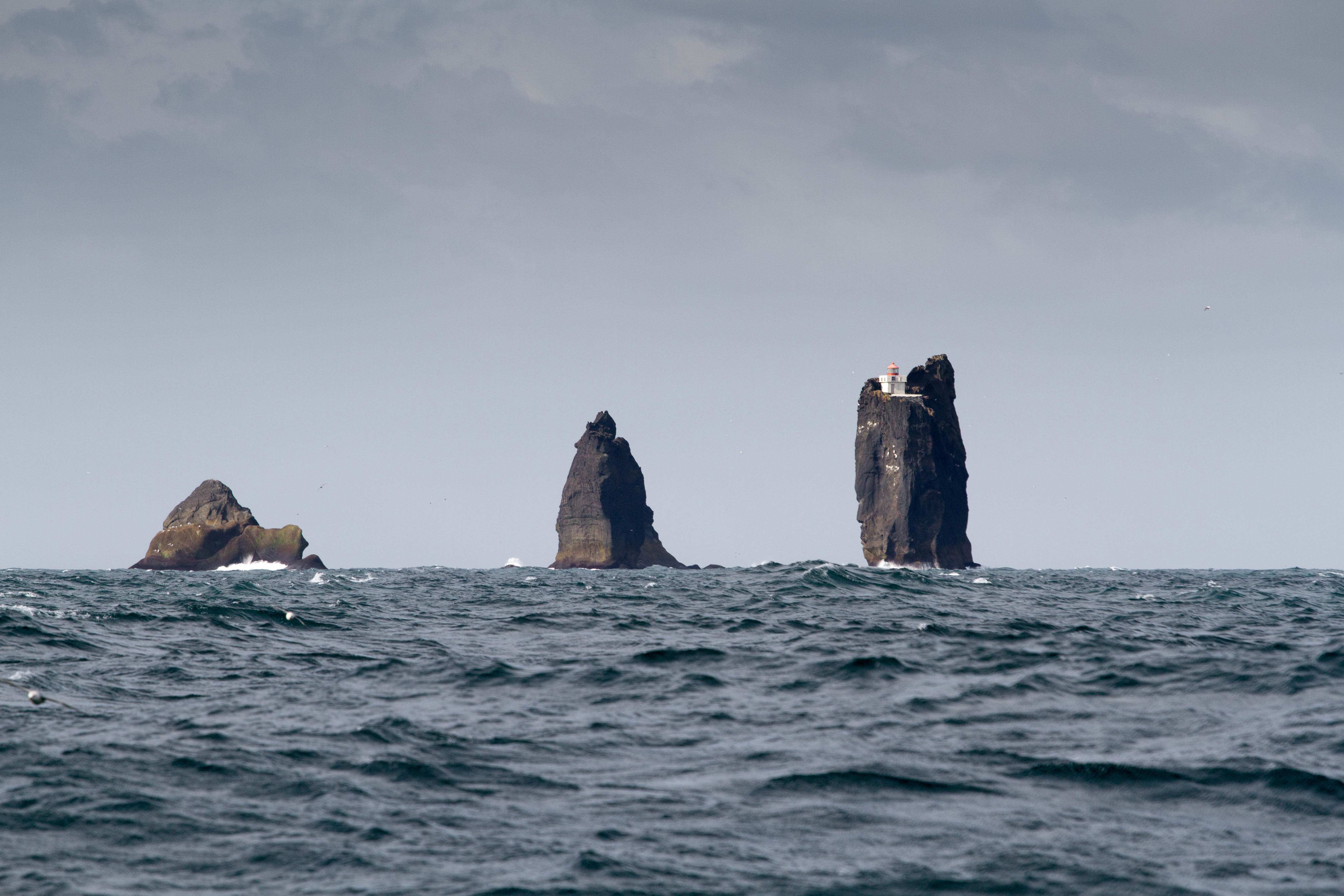
Skały należące do archipelagu Vestmannaeyjar i latarnia morska Þrídrangaviti
(znajduje się na pierwszej skale po prawej stronie)

Þrídrangaviti (transliterowane jako Thridrangaviti) – latarnia morska (oznaczenie: L4802) położona ok. 17,4 km od południowo-zachodniego wybrzeża Islandii, na skale zaliczanej do archipelagu Vestmannaeyjar (od głównej wyspy tego archipelagu, Heimaey, położona jest ok. 15,8 km na północny zachód), często opisywana jako najbardziej odizolowana latarnia morska na świecie. W języku islandzkim określenie Þrídrangar oznacza „trzy filary skalne”, co odnosi się do trzech nazwanych skał w tym miejscu: Stóridrangur (na którym stoi latarnia Þrídrangaviti), Þúfudrangur i Klofadrangur. Latarnię wzniesiono w latach 1938-39, a oddano do użytku w 1942 roku. Pierwotnie zbudowana i dostępna tylko po wspinaczce skały, na której się znajduje, teraz dotarcie do niej możliwe jest – od czasu zbudowania lądowiska – także helikopterem.
Charakterystyka techniczna:
- Światło latarni można zobaczyć z odległości dziewięciu mil morskich (ok. 17 km)
- Lampa znajduje się 34 m nad poziomem morza
- Sam budynek – parterowy z tarasem i lampą na dachu – ma 7,4 m wysokości

Latarnia została zbudowana pod kierunkiem Árni G. Þórarinssona, który zatrudnił doświadczonych alpinistów do wspięcia się na skałę, na której się znajduje. Ich narzędzia wspinaczkowe nie pozwalały im wbić się w skałę blisko szczytu, a ponieważ nie było tam jeszcze żadnych uchwytów, więc stworzyli ludzką piramidę (jeden wspinacz na kolanach, drugi na nim, a trzeci wspinający się po plecach i ramionach drugiego), aby do niego dotrzeć.